# Mad About You (Lied)
Mad About You ist ein Lied von Belinda Carlisle aus dem Jahr 1986, das von Paula Jean Brown, James Whelan und Mitchel Young Evans geschrieben wurde. Es erschien auf dem Album Belinda.

## Geschichte
Mad About You wurde Carlisles erster Solo-Hit, nachdem sie die Go-Go’s verlassen hatte, und erreichte Platz drei in den Vereinigten Staaten und Platz eins in Kanada. Im Vereinigten Königreich stieg das Lied erst 1988 in die Charts ein.
Vor der Veröffentlichung des Liedes heiratete Carlisle Morgan Mason, welcher mit ihr im Musikvideo zum Lied zu sehen ist. Das Gitarrensolo wird von Andy Taylor von Duran Duran gespielt, welcher auch im Musikvideo zu sehen ist. 
Paula Jean Brown (welche vor der Trennung Jane Wiedlins Platz in der Gruppe übernahm) schrieb das Lied mit Jim Whelan und Mitchel Young Evans. Wiedlin und Charlotte Caffey sind im Lied als Backgroundsänger zuhören. Ursprünglich sollte Mad About You auf dem vierten Go-Go’s-Album erscheinen. Die Go-Go’s lösten sich auf und Mad About You sowie zwei weitere Lieder, geschrieben von Paula Jean Brown, erschienen stattdessen auf Belindas Album Belinda.
Auf der B-Seite zur Single ist das Lied I Never Wanted a Rich Man enthalten.
Beim Musikvideo führte Leslie Libman Regie.